# Stephen McFeely

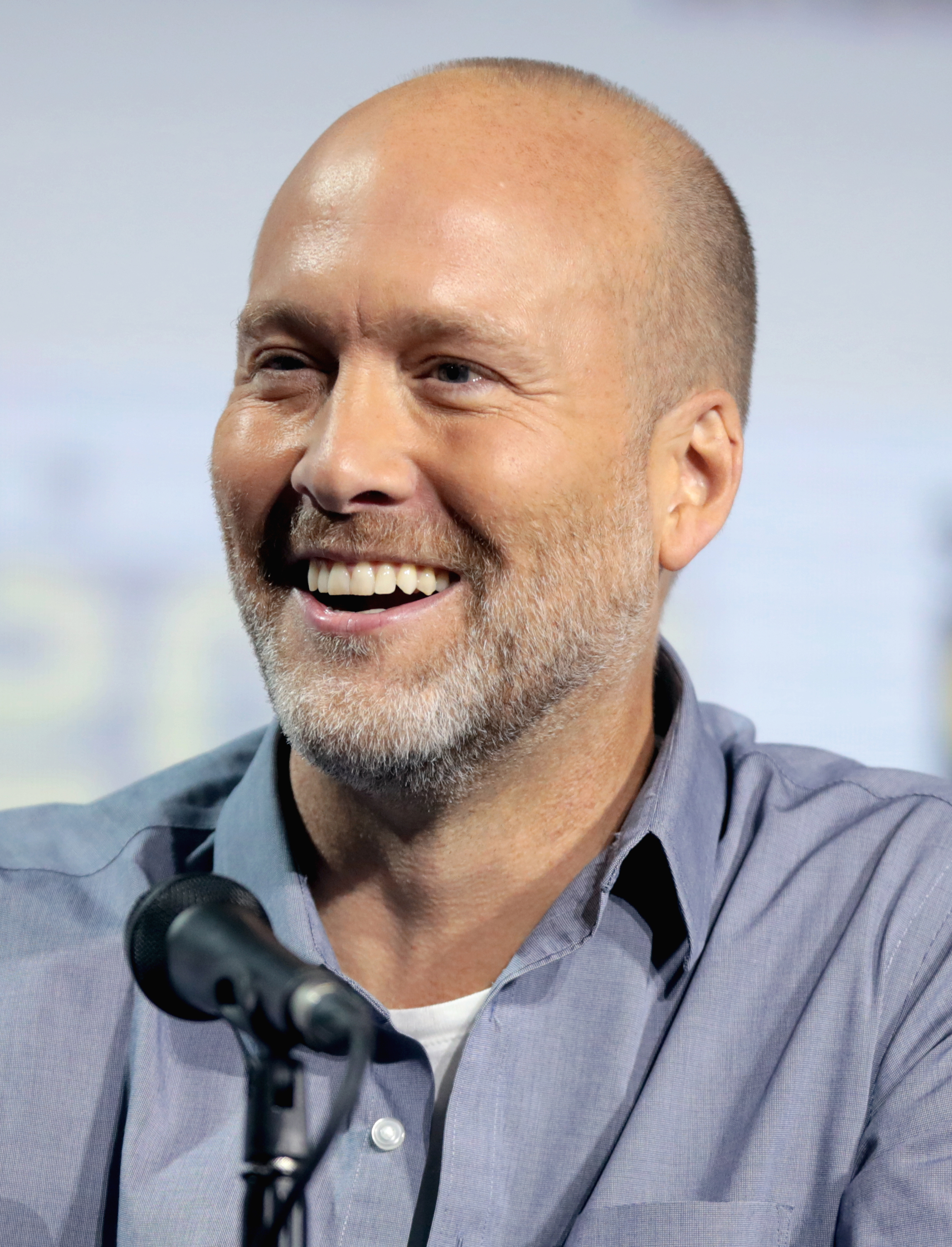
Stephen McFeely auf der San Diego Comic-Con im Juli 2019

Stephen McFeely (* 24. Februar 1970 in Walnut Creek, Kalifornien) ist ein US-amerikanischer Drehbuchautor. Er ist bekannt für seine Zusammenarbeit mit Christopher Markus. 
Stephen McFeely wuchs in der San Francisco Bay Area auf. 1991 machte er seinen Abschluss in Englisch an der University of Notre Dame in Indiana. Er lernte 1994 Christopher Markus an der University of California, Davis kennen, wo ein Graduiertenprogramm für kreatives Schreiben stattfand. Nach dem Abschluss wurden beide in der Filmbranche tätig und 1998 begannen sie das Schreiben an Drehbüchern. Gemeinsam traten die beiden erstmals 2004 mit dem Drehbuch für The Life and Death of Peter Sellers in Erscheinung. Sie wurden hiefür 2005 mit einem Emmy ausgezeichnet.
Seit dem Jahr 2011 ist er ebenfalls mit Markus als Drehbuchautor am Marvel Cinematic Universe beteiligt. Sie entwickelten auch die Serie Marvel’s Agent Carter.

## Filmografie (Auswahl)
- 2004: The Life and Death of Peter Sellers
- 2005: Die Chroniken von Narnia: Der König von Narnia (The Chronicles of Narnia: The Lion, the Witch and the Wardrobe)
- 2007: You Kill Me
- 2008: Die Chroniken von Narnia: Prinz Kaspian von Narnia (The Chronicles of Narnia: Prince Caspian)
- 2010: Die Chroniken von Narnia: Die Reise auf der Morgenröte (The Chronicles of Narnia: The Voyage of the Dawn Treader)
- 2011: Captain America: The First Avenger
- 2013: Thor – The Dark Kingdom (Thor: The Dark World)
- 2013: Pain & Gain
- 2014: The Return of the First Avenger (Captain America: The Winter Soldier)
- 2015–2016: Marvel’s Agent Carter (Fernsehserie)
- 2016: The First Avenger: Civil War (Captain America: Civil War)
- 2018: Avengers: Infinity War
- 2019: Avengers: Endgame
- 2022: The Gray Man
- 2025: The Electric State